# Square du Sacré-Cœur
Le square du Sacré-Cœur est un rond-point bruxellois de la commune d'Auderghem là où se rejoignent l'avenue Joseph Chaudron et l'avenue des Frères Goemaere.

## Historique et description
En 1922, les sœurs de la Congrégation des Sœurs du Sacré-Cœur de Jésus vinrent s’installer dans le château de feu Joseph Chaudron. L’entrée du refuge Sainte Marie Madeleine, devenu l’Institut du Sacré-Cœur, se situait à l’actuelle avenue des Frères Goemaere.
La création de l’avenue Joseph Chaudron en 1925, repoussa l’entrée vers cette nouvelle voie. La surface triangulaire inutilisée apparaissant ainsi fut plantée et entretenue par la commune dès novembre 1926.
Le 16 avril 1927, le collège décida de baptiser cette petite place square du Sacré-Cœur.

### La congrégation des Sœurs du Sacré-Cœur de Jésus
Cette congrégation fut fondée en 1817 à Anvers par Héléna Maria Kums (1779-1864). À l’âge de 33 ans, elle devint veuve de Gilbert Van Celst. Mme Van Celst voulait faire bâtir un hôpital mais, à la demande du bourgmestre d’Anvers, elle se limita au sort des filles-mères (mères célibataires).
Elle fonda sa congrégation qui s’occupait autant des mères célibataires que de leur progéniture. Sa propre fille et certaines sœurs s’intéressaient davantage au soin des orphelins tandis que d’autres marquaient leur préférence pour la rééducation des filles-mères.
Mme Van Celst prit la décision (approuvée par l’évêché) d’ouvrir une division spécialisée pour mères célibataires à la Putterie, à Bruxelles. Les sœurs durent déménager plusieurs fois pour aboutir à Auderghem où elles se sont établies en 1922.
Les sœurs assuraient l’accueil et la formation des mères célibataires et ouvrirent ensuite une école d’infirmières ainsi qu’une maternité, également accessible aux femmes mariées. Nombre de mères auderghemoises ont pu y accoucher.
Le château Chaudron fut démoli en 1932. Leur nouvelle chapelle fut inaugurée le 21 novembre 1934 (démolie depuis).
En octobre 1943, pendant la Seconde Guerre mondiale, une cinquantaine d’enfants juifs furent hébergés à l’Institut, pendant 10 à 15 jours, pour les soustraire aux Allemands qui les pourchassaient depuis plusieurs semaines.
On put les sauver tous, héberges par des âmes charitables jusqu’à la fin de la guerre.
Après 1955, les croyants du quartier du Transvaal utilisèrent la chapelle et la salle des fêtes, en attendant la construction d’une nouvelle église, avenue des Héros.
À la fin des années 1960, après de longues négociations, l'Institut qui était en difficultés financières vu les coûts élevés induits par l'entretien de ses énormes jardins, vendait des parties de son domaine à la société Les Habitations à Bon Marché pour y étendre la cité-jardin construite autour de Tenreuken.
Les exigences techniques de sophistiquées pour accompagner les soins aux nouveau-nés, les normes de sécurité plus élevées dans les hôpitaux et des motifs d’ordre financier ont contraint les deux dernières sœurs à rejoindre leur maison-mère à Anvers en novembre 1994.
L’église et la salle des fêtes furent démolies en 1998 et faisaient place au clos des Trois Fontaines. D’autres parties du couvent servent encore à l’Ecole professionnelle Sainte-Bernadette.